# 佩托拉内洛-德尔莫利塞
佩托拉内洛-德尔莫利塞（義大利語：Pettoranello del Molise），是意大利伊塞尔尼亚省的一个市镇。总面积15平方公里，人口478人，人口密度31.9人/平方公里（2009年）。ISTAT代码为094034。